# البای رضاقلی‌اف
اِلبای رضاقلی‌اِف (ترکی آذربایجانی: Elbəy Rzaquliyev; ۱۷ ژوئن ۱۹۲۶ – ۱۵ سپتامبر ۲۰۰۷) هنرمند و کارگردان تئاتر اهل کشور جمهوری آذربایجان بود.

## جوایز:
وی برندهٔ جوایزی همچون مدال کارگر ممتاز شده‌است.